# Hitoshi Morishita (fotbollsspelare född 1972)
Hitoshi Morishita (森下 仁志 Morishita Hitoshi?), född 21 september 1972 i Wakayama prefektur, är en japansk före detta fotbollsspelare.
Morishita började sin karriär 1995 i Gamba Osaka. Han spelade 151 ligamatcher för klubben. 2001 flyttade han till Consadole Sapporo. Efter Consadole Sapporo spelade han för Júbilo Iwata. Han avslutade karriären 2005.